# Zpráva COMETA
COMETA byla francouzská skupina studující fenomén UFO sestavená na konci 90. let. Jejími členy byli vysoce postavení důstojníci a úředníci, velitelé vojenských sil a představitelé leteckého průmyslu. Zkratka „COMETA“ v češtině znamená „Komise pro hloubkové studie“. Studie probíhala po mnoho let a byla vedena nezávislými, mnohdy bývalými, „auditory“ v Ústavu vyšších studií národní obrany (v originále: Institut des hautes études de défense nationale alias IHEDN), vysokými armádními činiteli Francie a dalšími experty.
Tato skupina byla zodpovědná za výslednou zprávu „Zpráva COMETA“ (1999), která se týkala UFO a jeho možných důsledků pro národní bezpečnost Francie. Zpráva konstatovala, že přibližně 5 % ze studovaných UFO případů, byly naprosto nevysvětlitelné. Jako nejlepším vysvětlením pro tyto případy byla zvolena mimozemská hypotéza. Autoři zprávy také obvinili vládu Spojených států amerických z masivního zatajování důkazů.

## Zpráva COMETA
Zpráva COMETA má 90 stránek a je složena ze tří hlavních kapitol včetně závěrečného zhodnocení týkajícího se případové studie na nejbližších 60. let se zaměřením na aspekty národní obrany.
Zpráva nevznikla na žádost francouzské vlády, přesto byla před jejím oficiálním zveřejněním přednostně zaslána francouzskému prezidentovi Jacques Chirac a předsedovi vlády Lionel Jospin. Bezprostředně poté, francouzský týdeník a magazín zvaný VSD věnoval několik stran (včetně úvodní) této zprávě.
Poté, co byla zpráva přijata i dalšími medii, následovalo vydání knihy: UFO a obrana: Na co musíme být připraveni?
Zpráva si získala hodně pozornosti po celém světě v zahraničním tisku a dalších mediích a to zejména ve Spojených státech. Zde vyšla kniha UFO – Generálové, piloti a vládní zaměstnanci podávají svědectví. Pro tuto knihu poskytl rozhovor i prezident projektu COMETA, generál Letty.

## Podklady pro zprávu
Zpráva čerpala převážně z výzkumů GEPAN / SEPRA, což bylo zvláštní oddělení francouzské vesmírné agentury (CNES).

## GEPAN / SEPRA / GEIPAN
Oddělení GEPAN / SEPRA bylo jedinečné v tom, že bylo jako jediná organizace oficiálně financovaná výhradně francouzskou vládou. Primárním úkolem této organizace bylo zkoumat neznámé vesmírné jevy a svá zjištění zveřejnit.
Oddělení GEPAN, následně nahrazené SEPRA, vzniklo v polovině 1970 z velké části kvůli intenzivní vlně častých pozorování UFO ve Francii kolem roku 1954.
V roce 2005 byla SEPRA nahrazena novou skupinou při CNES zvanou GEIPAN. Tato skupina zveřejnila archivy CNES na vlastních internetových stránkách. Konstatovala, že v těchto archivech bylo nalezeno minimálně 13 % případů pozorování, které nelze identifikovat běžným způsobem. Tato skutečnost byla potvrzena Yvesem Sillardem, šéfem řídící komise pro GEIPAN a bývalým ředitelem CNES.
V prosinci 2012 bylo přezkoumáno teprve 22 % z celého archivu.
GEIPAN na svých webových stránkách též zveřejnil Zprávu COMETA.

## Členové skupiny COMETA
Zpráva COMETA byla zahájena generálem vzdušných sil, Bernardem Norlainem, bývalým ředitelem IHEDN. Předmluvu napsal André Lebeau, bývalý předseda CNES. Autory samotné zprávy byli různí odborníci, bývalí obranní a zpravodajští analytici – auditoři(auditors=?) z IHEDN. Celé skupině předsedal generál letectva Denis Letty, též auditor(=?) IHNED.
Dalšími členy byli:
- Generál Bruno Lemoine, Air Force (bývalý auditor(=?) z IHEDN)
- Admirál Marc Merlo, (bývalý auditor(=?) of IHEDN)
- Michel Algrin, doktor politických věd a advokát (bývalý auditor(=?) z IHEDN)
- General Pierre Bescond, engineer for armaments (bývalý auditor(=?) z IHEDN)
- Denis Blancher, Hlavní Národní policejní superintendent na Ministerstvu vnitra
- Christian Marchal, Hlavní inženýr National Corps des Mines a ředitel výzkumu v National Office of Aeronautical Research (ONERA)
- General Alain Orszag, Ph.D. z fyziky, zbrojní inženýr

Členové, kteří nepřispěli k výsledné zprávě:
- Jean-Jacques Velasco, vedoucí oddělení SEPRA na CNES
- François Louange, prezident Fleximage – specializoval se na analýzy fotografií
- Generál leteckých sil Joseph Domange, general delegate of the Association of Auditors at IHEDN.

Přestože členy skupiny COMETA byli převážně bývalí zaměstnanci IHEDN, dal samotný IHEDN jasně najevo, že s touto zprávou nemá nic společného.
Claude Maugé napsal ve svém článku: Podle podplukovníka Pierra Baylese, vedoucího komunikační služby IHEDN, „Institut pro pokročilá studia národní obrany chce, aby bylo jasné, že prohlášení těchto osob je pouze jejich osobní, a že v žádném případě nereprezentují stanovisko IHEDN. IHEDN se o toto téma nezajímá.“

## Skeptický pohled
Skeptik Claude Maugé o této zprávě napsal: V dopise datovaném 23. února 1999 adresovaném Generálnímu Bastien(?) zvláštního štábu prezidenta republiky, se píše: „K vaší otázce ohledně této zprávy sestavené členy asociace organizované podle zákona z roku 1901, vám sdělujeme, že neodpovídala na žádný oficiální požadavek a ani nemá žádný zvláštní status.“